# Kellie Pickler (álbum)
Kellie Pickler é o segundo álbum de estúdio da cantora Country norte-americana Kellie Pickler. O primeiro single intitulado "Don't You Know You're Beautiful" foi lançado nos prêmios da Academia de Música Country e se tornou um Top 25 Hit, alcançando a posição #21. O segundo single, Best Days of Your Life, foi lançado em Novembro e possui a participação de Taylor Swift na composição e vocais de fundo, se tornou um hit, sendo o primeiro single de Pickler a alcançar o Top 10 das paradas americanas.
O terceiro single,"Didn't You Know How Much I Loved You", se tornou o quinto top 20 Hit de Kellie, alcançando a posição #14, e em Abril de 2010, foi lançado "Makin' Me Fall in Love Again" como quarto e último single do álbum.

## Faixas
1. "Don't You Know You're Beautiful" 	(Chris Lindsey, Aimee Mayo, Karyn Rochelle) – 3:16
2. "I'm Your Woman" (Josh Kear, Rochelle, Troy Verges) – 2:56
3. "Rocks Instead of Rice" (Kellie Pickler, Kear, Chris Tompkins) – 3:19
4. "Didn't You Know How Much I Loved You" (Lindsey, Mayo, Verges) – 4:45
5. "Lucky Girl" (Catherine Britt, Brett Beavers, Tony Martin) – 2:30
6. "One Last Time" (Pickler, Kyle Jacobs, Lindsey, Mayo) – 3:26
7. "Best Days of Your Life" (Pickler, Taylor Swift) – 3:47
8. "Somebody to Love Me" (Pickler, Lindsey, Mayo) – 4:19
9. "Makin' Me Fall in Love Again" (Rochelle, James T. Slater, Shane Stevens) – 3:26
10. "Going Out in Style" (Pickler, Jacobs, Mayo, Lindsey) – 3:37

### iTunes Deluxe Edition Faixas Bonus
1. "Anything But Me" (Pickler, C. Lindsey, Rochelle) - 3:40
2. "Don't Close Your Eyes" (Bob McDill) - 4:00
3. "Happy" (Kellie Pickler, Kyle Jacobs, Josh Kear, C. Lindsey, Mayo, Hillary Lindsey, Troy Verges, Rochelle, Chris Tompkins) - 3:40

### Deluxe Edition Bonus DVD
1. A Day on the Road (Documentário)
2. "Don't You Know You're Beautiful" (Video-Clipe)

## Singles
- "Don't You Know You're Beautiful" (2008)
- "Best Days of Your Life" (2008)
- "Didn't You Know How Much I Loved You" (2009)
- "Makin' Me Fall In Love Again" (2010)

## Desempenho nas paradas
O álbum debutou na posição #9 na parada americana Billboard Hot 200, vendendo cerca de 43,000 cópias na primeira semana, e debutou na primeira posição no Billboard Hot Country Albums. Até o momento, vendeu cerca de 444,000 cópias.
| Chart (2008)                   | Posição |
| ------------------------------ | ------- |
| EUA Top Country Albums         | 1       |
| Billboard Comprehensive Albums | 9       |
| Top Digital Albums             | 9       |
| EUA Billboard 200              | 9       |
| Canadá Top Country Albums      | 4       |
| Canadá Albums Chart            | 67      |